# Авалон

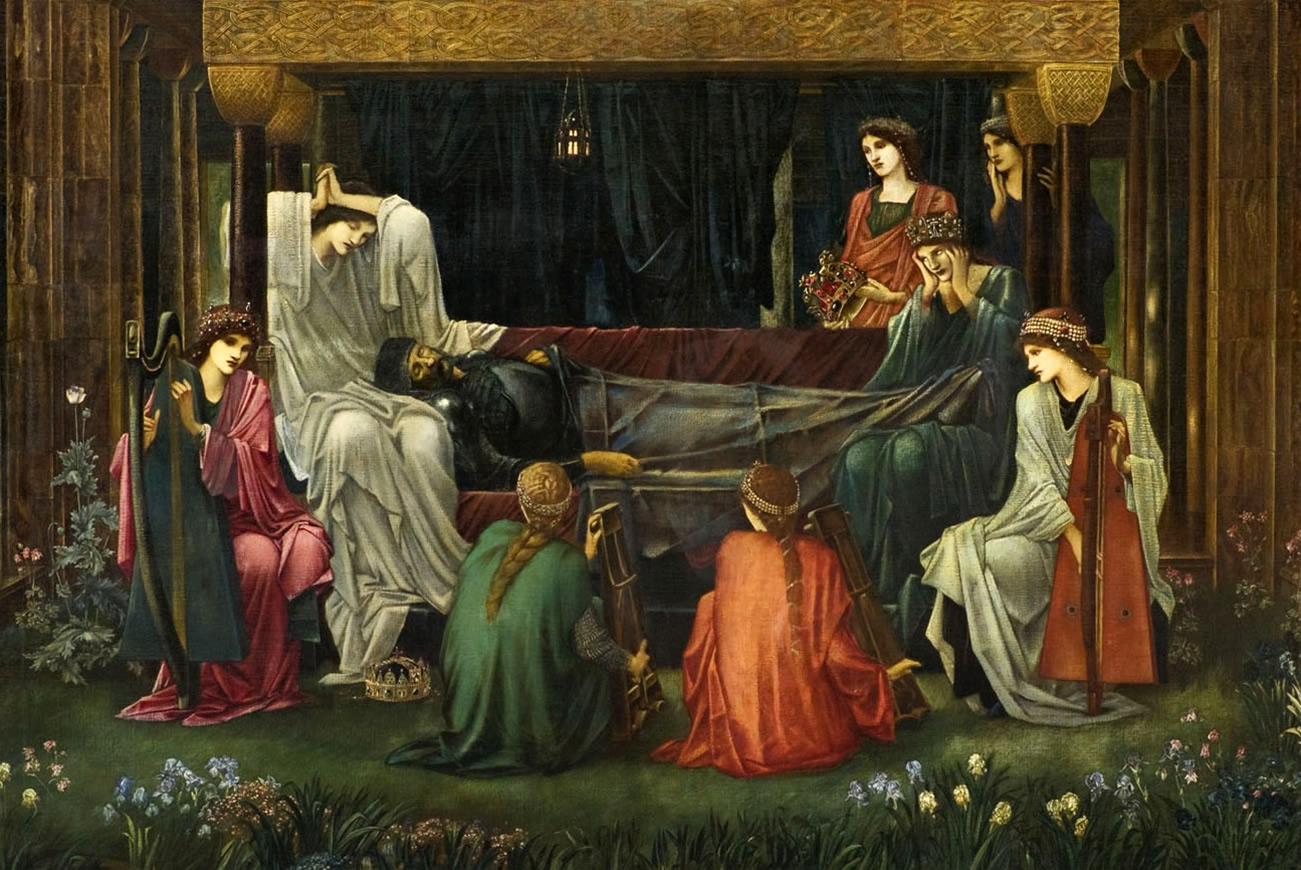
Бёрн-Джонс. «Король Артур, спящий вечным сном на Авалоне»

Авало́н, Авалло́н (англ. Avalon, лат. Insula Avallonis, от ирл. abal, валл. afal) — мифический остров во французских и английских обработках кельтских легенд (кельт. Эмайн Аблах), дошедших до нашего времени. На Авалоне был перезахоронен легендарный король Артур; в других вариантах легенды Авалон — место пребывания Феи Морганы. На Авалоне воспитывалась фея Мелюзина.
Как классический элемент Артуровского цикла, Авалон впервые появляется у Гальфрида Монмутского в «Деяниях королей Британии». Согласно хронике Гальфрида, на этом острове был выкован меч Артура, а затем сам король был увезён туда для исцеления после своей последней битвы. Дальнейшее развитие образ Авалона получает в «Житии Мерлина» того же Гальфрида, где практически уподобляется по своему описанию античным «островам блаженных». В этом ключе образ был заимствован более поздней литературной традицией, напр. Альфредом Теннисоном («Королевские идиллии»).
Согласно современному толкованию, миф об Авалоне — отголосок дохристианских сказаний о «стране блаженства», ассоциировавшейся с полуостровом Авалон в Уэльсе, священном для кельтов.
Любители кельтской старины пытались отыскать ворота в мифический Авалон в разных уголках древней Британии и Ирландии, в частности, на Гластонберийском холме, где в конце XII века была обнаружена некая могила с надписью: «Здесь покоится прославленный король Артур вместе с Гвиневерой, его женой, на острове Авалоне».